# Blisk
Blisk (USDA 21238) is een hopvariëteit, gebruikt voor het brouwen van bier. Deze Sloveense hopvariëteit is ontstaan einde jaren 1970 uit een kruising tussen een vrouwelijke triploïde Atlas en een Joegoslavische mannelijke plant. De vrouwelijke hop is een diploïde Atlas die met colchicine behandeld werd. De variëteit werd ontwikkeld met de bedoeling om een hoge alfagraad te combineren met een goed aroma. De variëteit wordt nog zelden geteeld.
Deze hopvariëteit is een “dubbeldoelhop”, bij het bierbrouwen gebruikt zowel voor zijn aromatische als zijn bittereigenschappen.

## Kenmerken
- Alfazuur: 9,7 – 14,1%
- Bètazuur: 3,3 – 4,8%
- Eigenschappen: